# Hans-Peter Baum
Hans-Peter Baum (* 1943 in Stettin) ist ein deutscher Wirtschaftshistoriker. Er war langjähriger Leiter des Würzburger „Dokumentationszentrums für jüdische Geschichte und Kultur in Unterfranken“.

## Leben
Baum studierte ab 1962 an den Universitäten Marburg und Hamburg und schloss 1969 mit dem ersten Staatsexamen für das Lehramt an Gymnasien in Anglistik und Geschichte ab. Im Jahr 1973 wechselte er als Wissenschaftlicher Assistent an die Universität Würzburg. 1976 wurde er in Hamburg mit einer Dissertation über den Hamburger Rentenmarkt (Hypothekenkredite) in den Jahren 1371 bis 1410 promoviert.

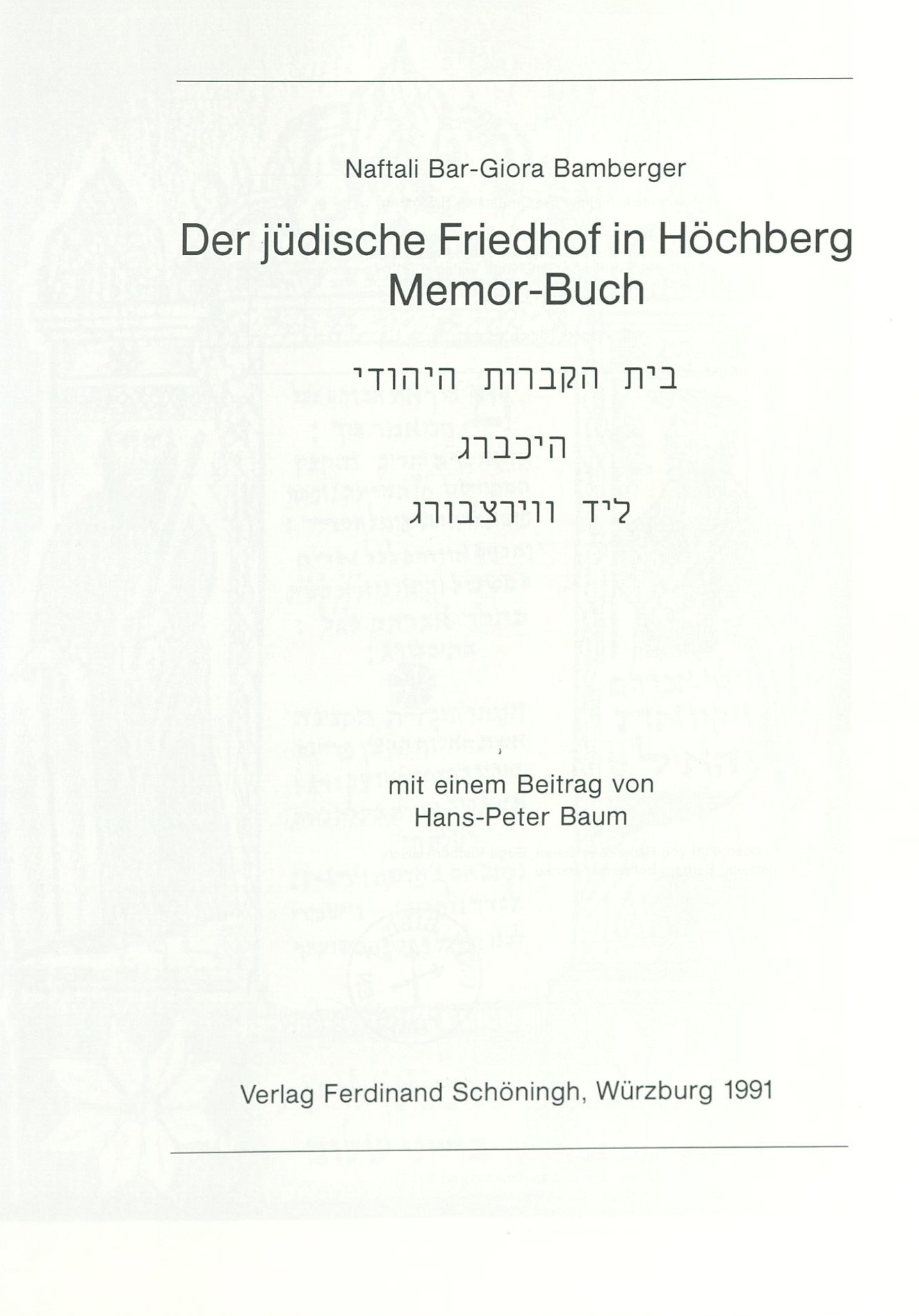
Jüdischer Friedhof (Höchberg) mit Naftali Bar-Giora Bamberger (1991)

In Würzburg erforschte er vor allem den Lehenhof des Hochstifts Würzburg von 1302 bis 1519, wobei die Quellen – damals noch ungewöhnlich – mithilfe der Elektronischen Datenverarbeitung ausgewertet wurden. Diese Daten bildeten später den Grundstock der Datenbank zur Sozial- und Wirtschaftsgeschichte des Mittelalters im Internetportal „Historisches Unterfranken“. Außerdem veröffentlichte er zahlreiche Beiträge zu Handwerksberufen im Lexikon des Mittelalters.
Seine Habilitation zum Würzburger Lehenhof wurde 1990 abgeschlossen. Noch im selben Jahr erhielt er an der Universität Würzburg die akademische Lehrbefugnis und ist seitdem Privatdozent am Lehrstuhl für Fränkische Landesgeschichte.
Seit der Gründung im Jahr 1987 bis 2008, also über zwanzig Jahre, leitete er als Wissenschaftlicher Angestellter am Stadtarchiv Würzburg das „Dokumentationszentrum für jüdische Geschichte und Kultur in Unterfranken“, im April 2011 umbenannt in „Johanna-Stahl-Zentrum“, und veröffentlichte zahlreiche Schriften zur jüdischen Geschichte Unterfrankens.

## Schriften (Auswahl)
- Hochkonjunktur und Wirtschaftskrise im spätmittelalterlichen Hamburg. Hamburger Rentengeschäfte 1371–1410. Christians, Hamburg 1976 (zugleich: Diss. Hamburg 1976).
- Hrsg. mit Rainer Leng, Joachim Schneider: Wirtschaft – Gesellschaft – Mentalitäten im Mittelalter. Festschrift zum 75. Geburtstag von Rolf Sprandel (= Beiträge zur Wirtschafts- und Sozialgeschichte, Nr. 107). Steiner, Stuttgart 2006, ISBN 978-3-515-08882-4.
- Prinzregent Luitpold von Bayern (1821–1912) und die Stadt Würzburg. In: Ulrich Wagner (Hrsg.): Geschichte der Stadt Würzburg. Band III/1–2: Vom Übergang an Bayern bis zum 21. Jahrhundert. Theiss, Stuttgart 2007, ISBN 978-3-8062-1478-9, S. 173–176.
- Das „Silberne Ratsbuch“ des Stadtarchivs Würzburg. Zeugnisse Würzburger Buchmalerei des 18. Jahrhunderts. Schöningh, Würzburg 2012, ISBN 978-3-87717-840-9.